# Taeniolethrinops furcicauda
Taeniolethrinops furcicauda és una espècie de peix de la família dels cíclids i de l'ordre dels perciformes.

## Morfologia
- Els mascles poden assolir 21 cm de longitud total.[1][2]

## Hàbitat
És una espècie de clima tropical que viu entre 5-40 m de fondària.

## Distribució geogràfica
Es troba a Àfrica: llac Malawi.